# حشره‌خوار درختی بزرگ
حشره‌خوار درختی بزرگ(نام علمی: Tupaia tana) نام یک گونه از تیره حشره‌خوار درختی سنجابی است.